# جيريمي روي
جيريمي روي (بالفرنسية: Jérémy Roy)‏ مواليد 22 يونيو 1983 في تور، هو دراج فرنسي في صنف سباق الدراجات على الطريق.

## روابط خارجية
- جيريمي روي على موقع الاتحاد الدولي للدراجات (الإنجليزية)
- جيريمي روي على موقع أرشيف الدراجات (الإنجليزية)
- جيريمي روي على موقع إحصائيات الدراجات الإحترافية (الإنجليزية)
- جيريمي روي على موقع نسبة الدراجات (الإنجليزية)
- جيريمي روي على موقع CycleBase (الإنجليزية)